# Lymantria japonica
Lymantria japonica este o specie de molii din genul Lymantria, familia Lymantriidae, descrisă de Victor Ivanovitsch Motschulsky 1860 Conform Catalogue of Life specia Lymantria japonica nu are subspecii cunoscute.